# تاریخ کارائیب

نقشهٔ سیاسی آمریکای مرکزی و منطقه کارائیب از سال ۱۷۰۰

تاریخ کارائیب (انگلیسی: History of the Caribbean) منطقهٔ کارائیب از قرن ۱۵ میلادی در مبارزات استعماری قدرت‌های بزرگ اروپایی نقش ویژه‌ای داشته‌است. در سال ۱۴۹۲ که کریستف کلمب سفر اکتشافی خود را آغاز و به جزایر کارائیب رسید، این منطقه را متعلق به خاک امپراتوری اسپانیا اعلام نمود. نخستین کوچ‌نشین یا مستعمره‌نشین‌های اسپانیایی نیز از سال ۱۴۹۳ در این منطقه ایجاد گردید. پس از پیروزی اسپانیا بر امپراتوری‌های مهم آن محدوده از جمله آزتک و اینکا در اوایل قرن شانزدهم، مکزیک و پرو مکان‌های مطلوب‌تری برای اکتشاف و استثمار تشخیص داده شدند اما منطقهٔ کارائیب از دیدگاه استراتژیک همچنان دارای اهمیت بسزایی بود.

## نگارخانه

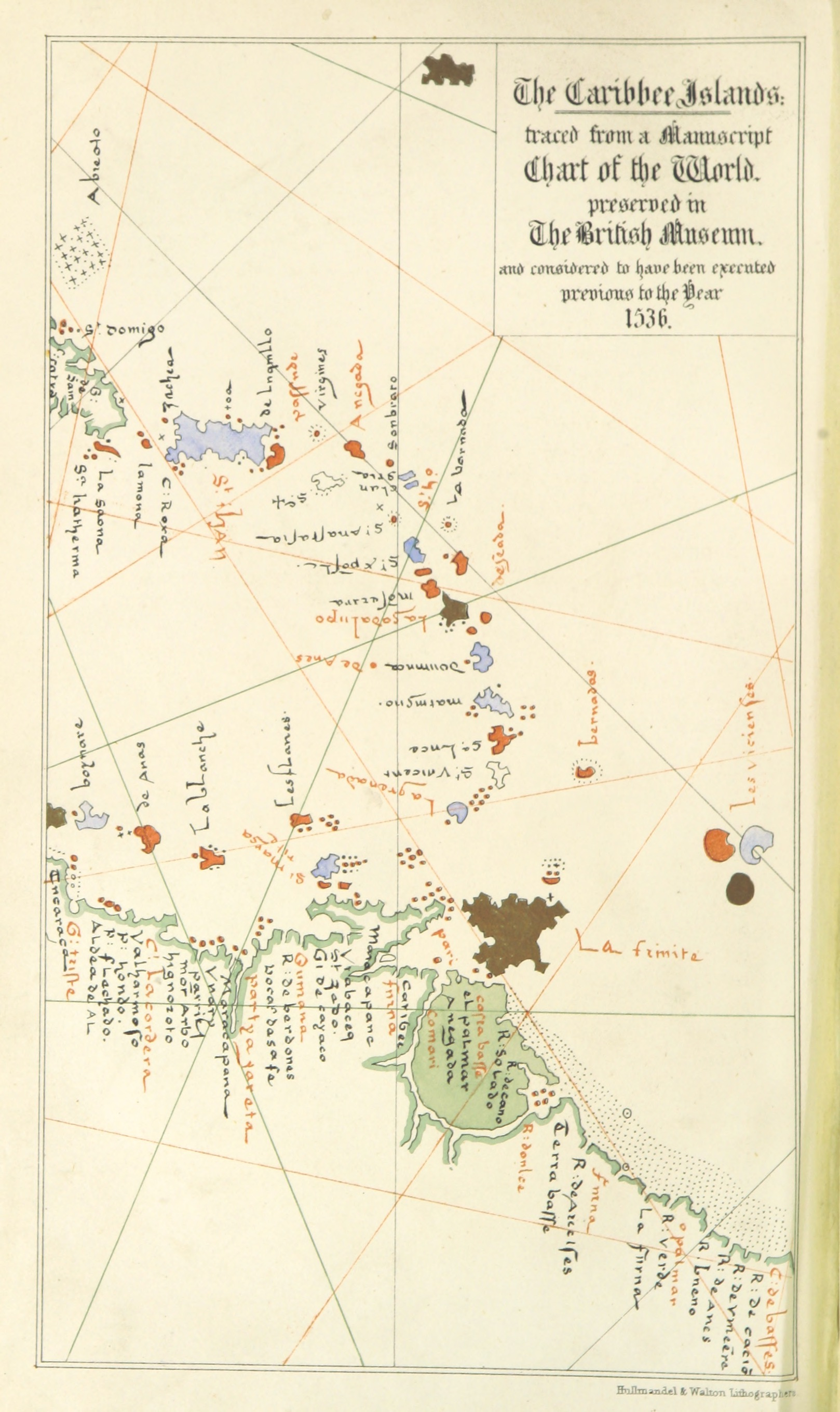
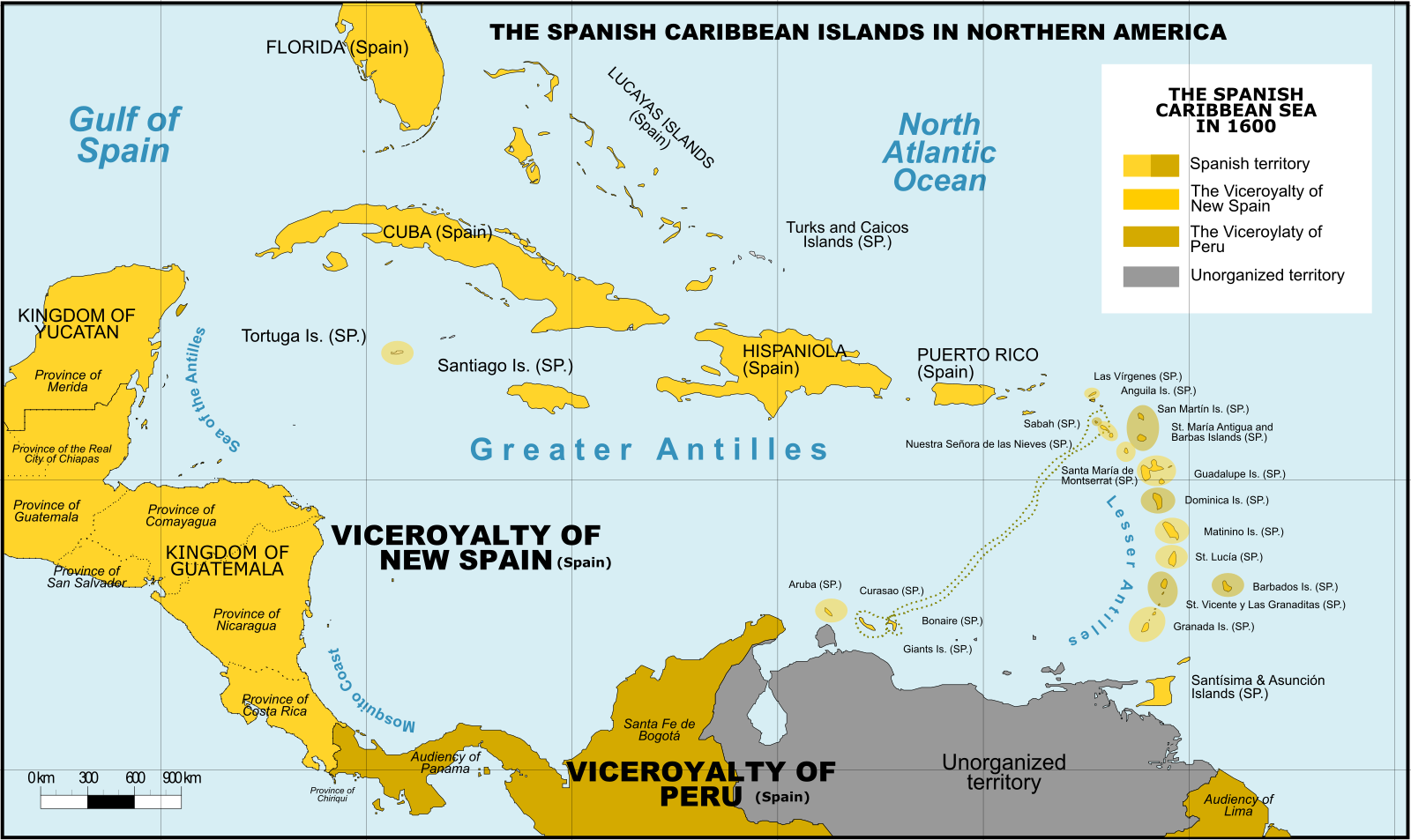
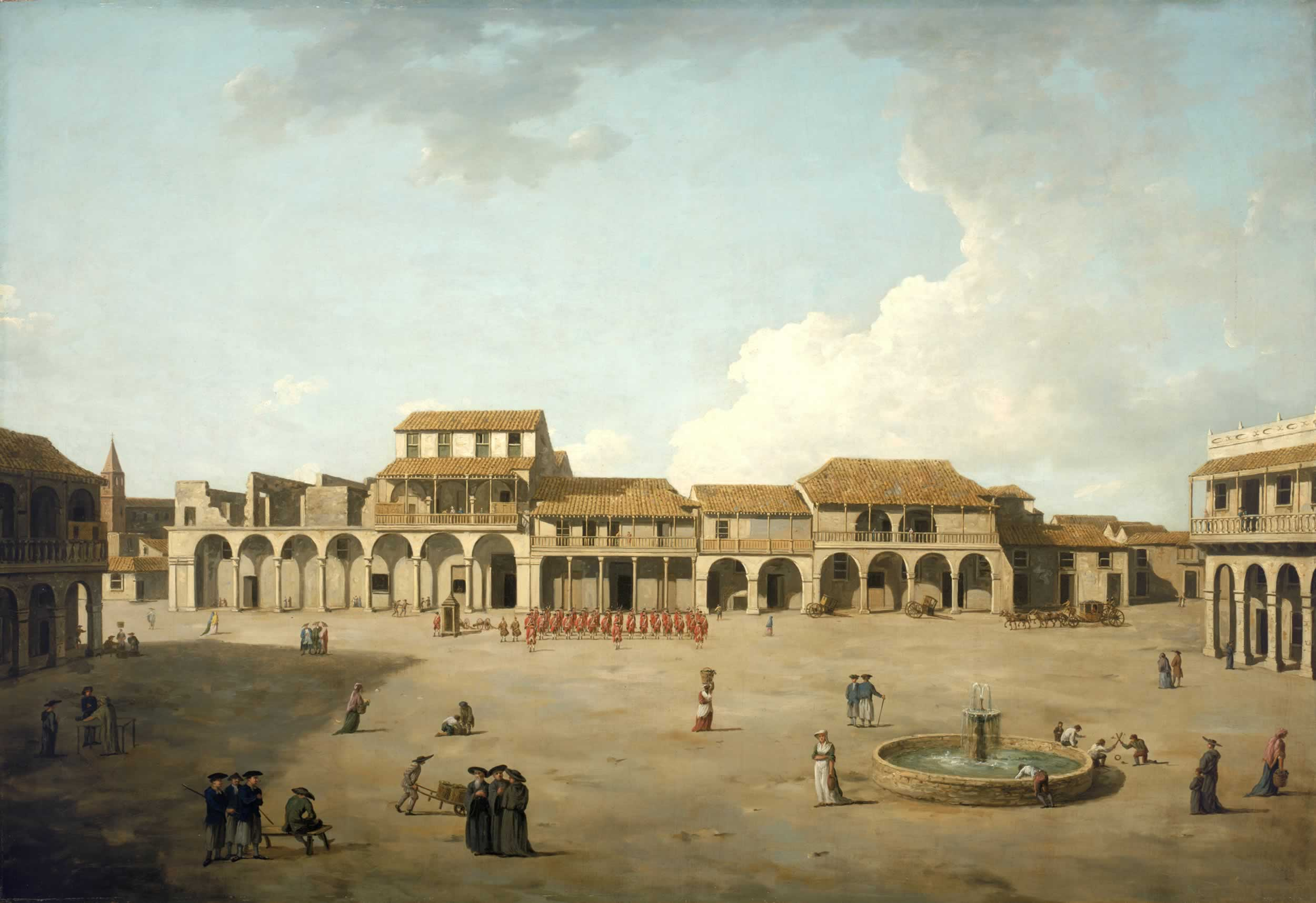
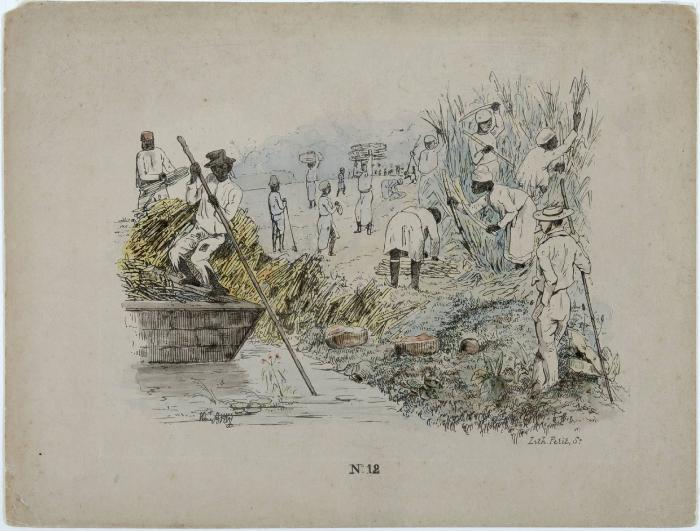
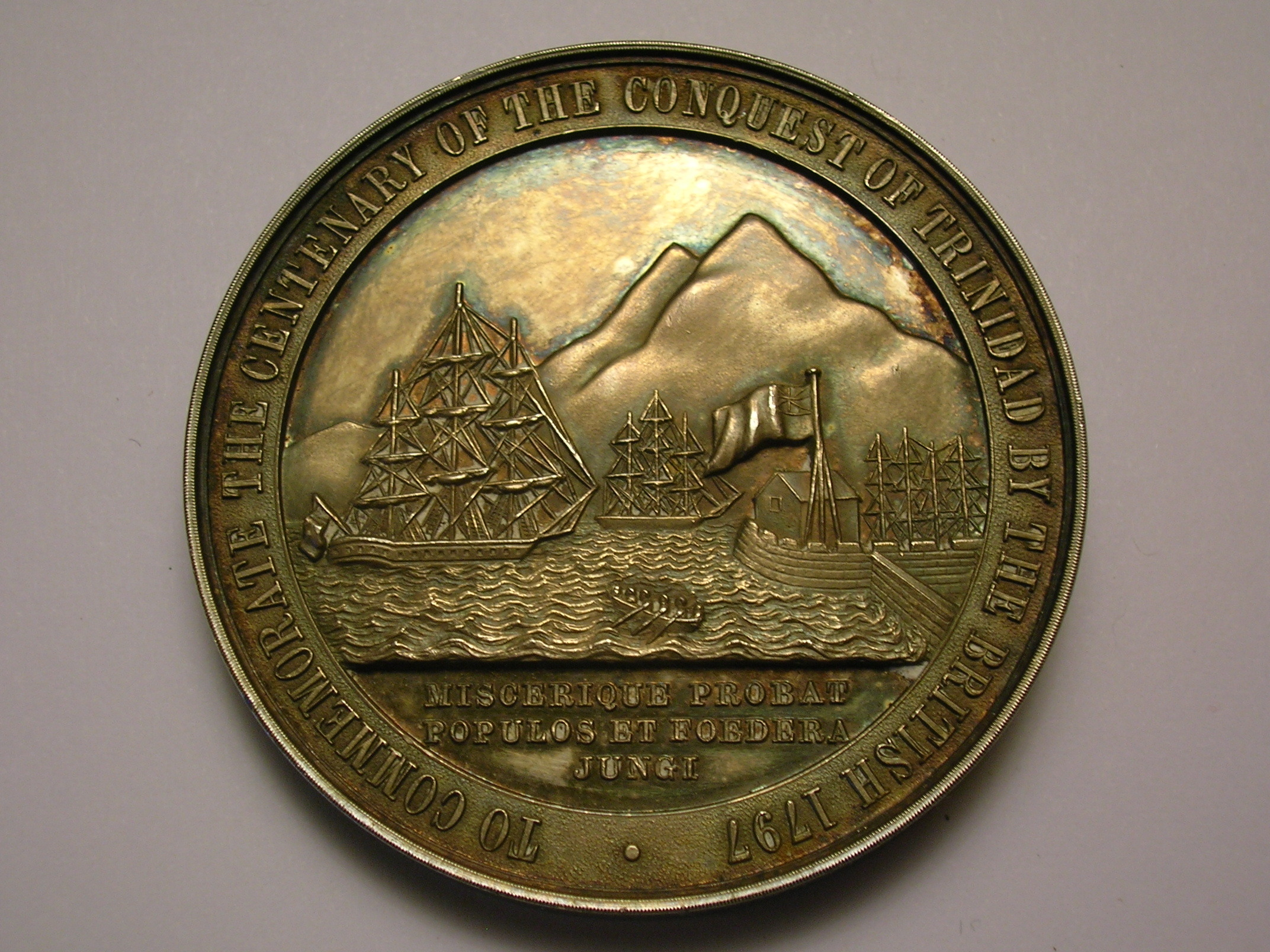
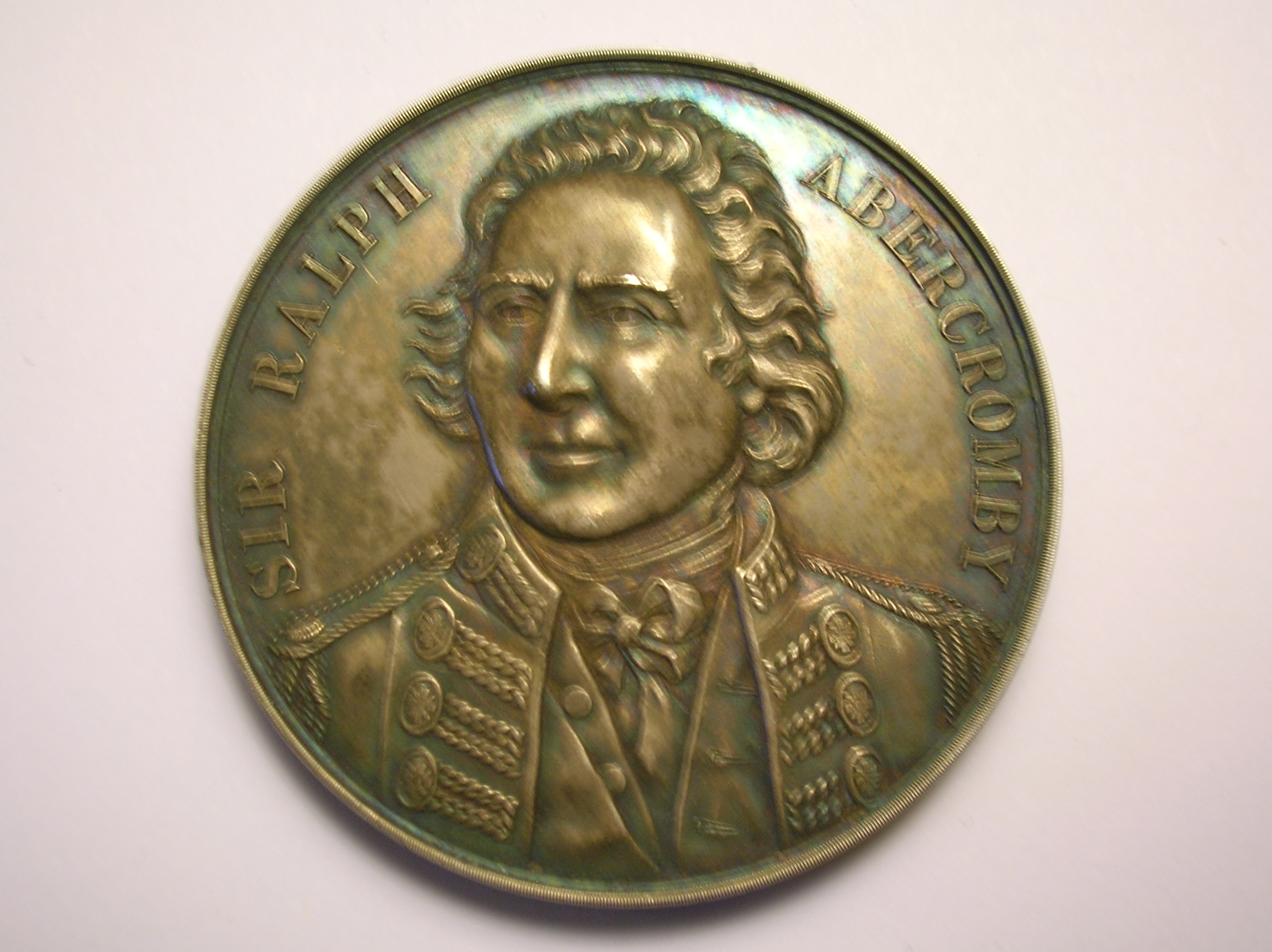
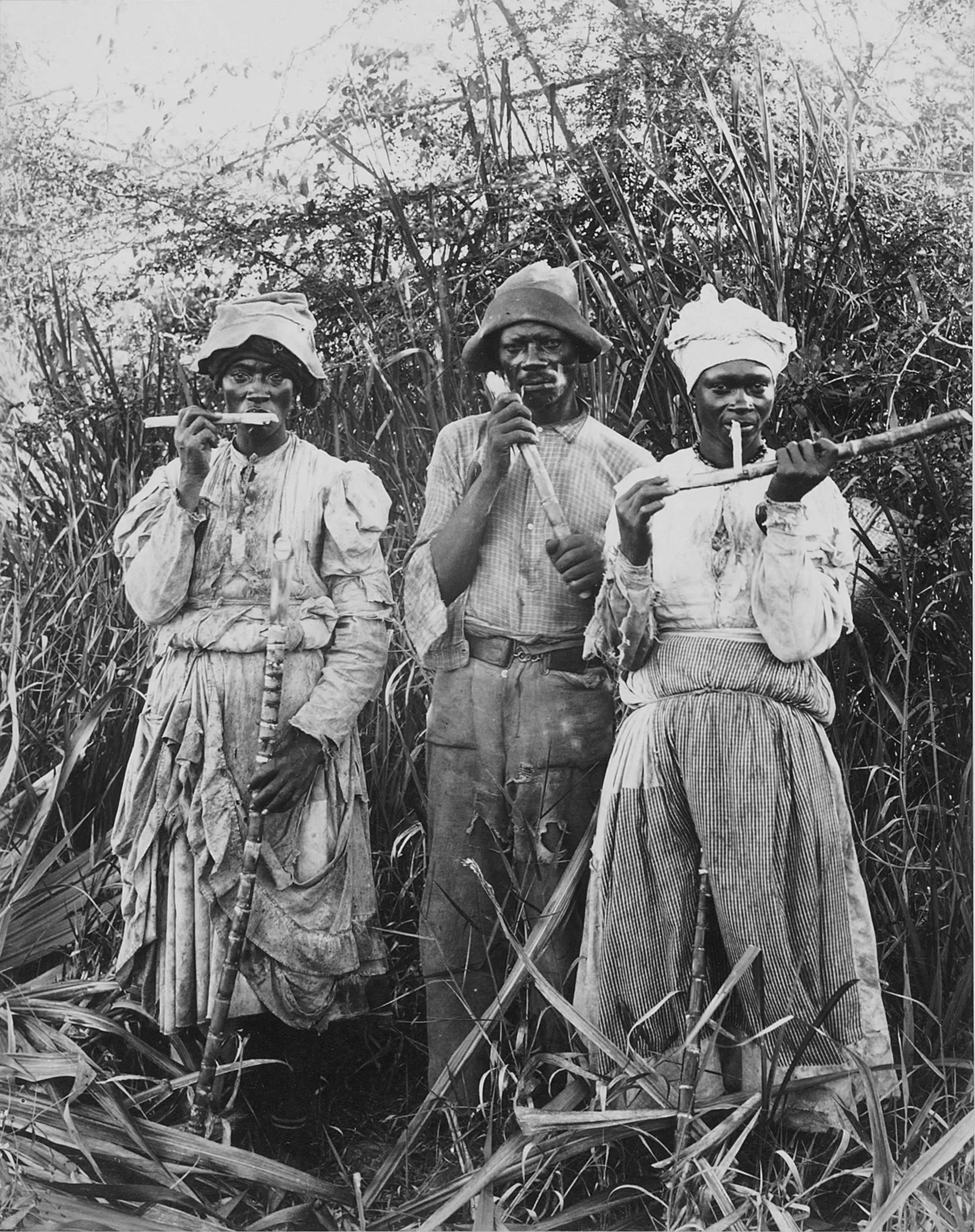
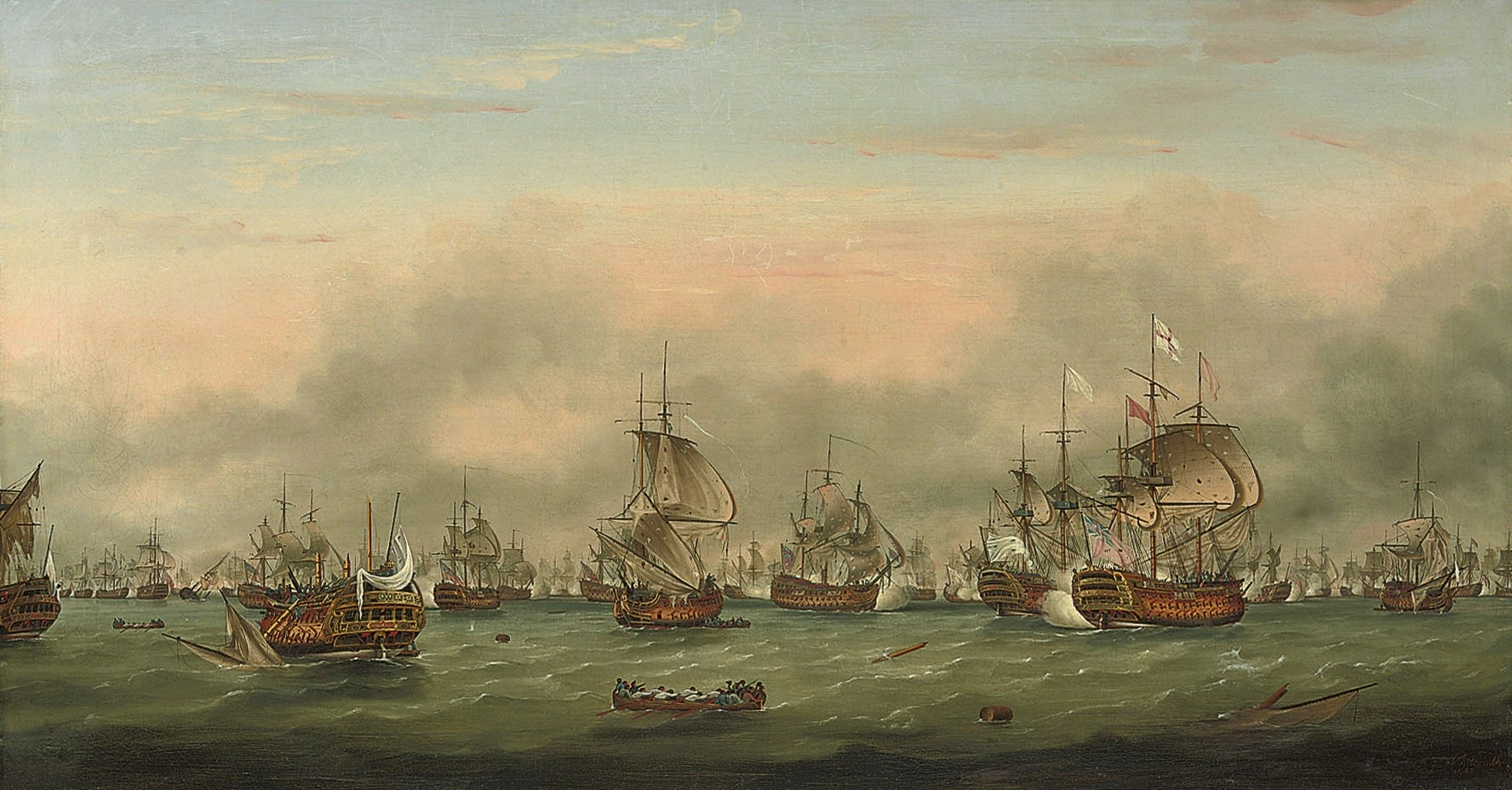
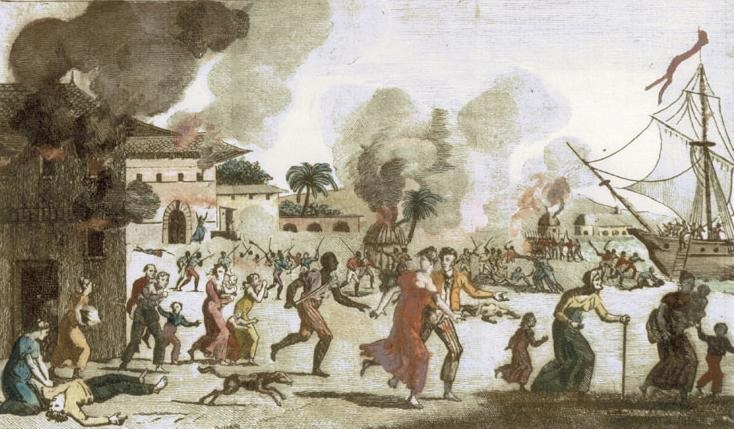
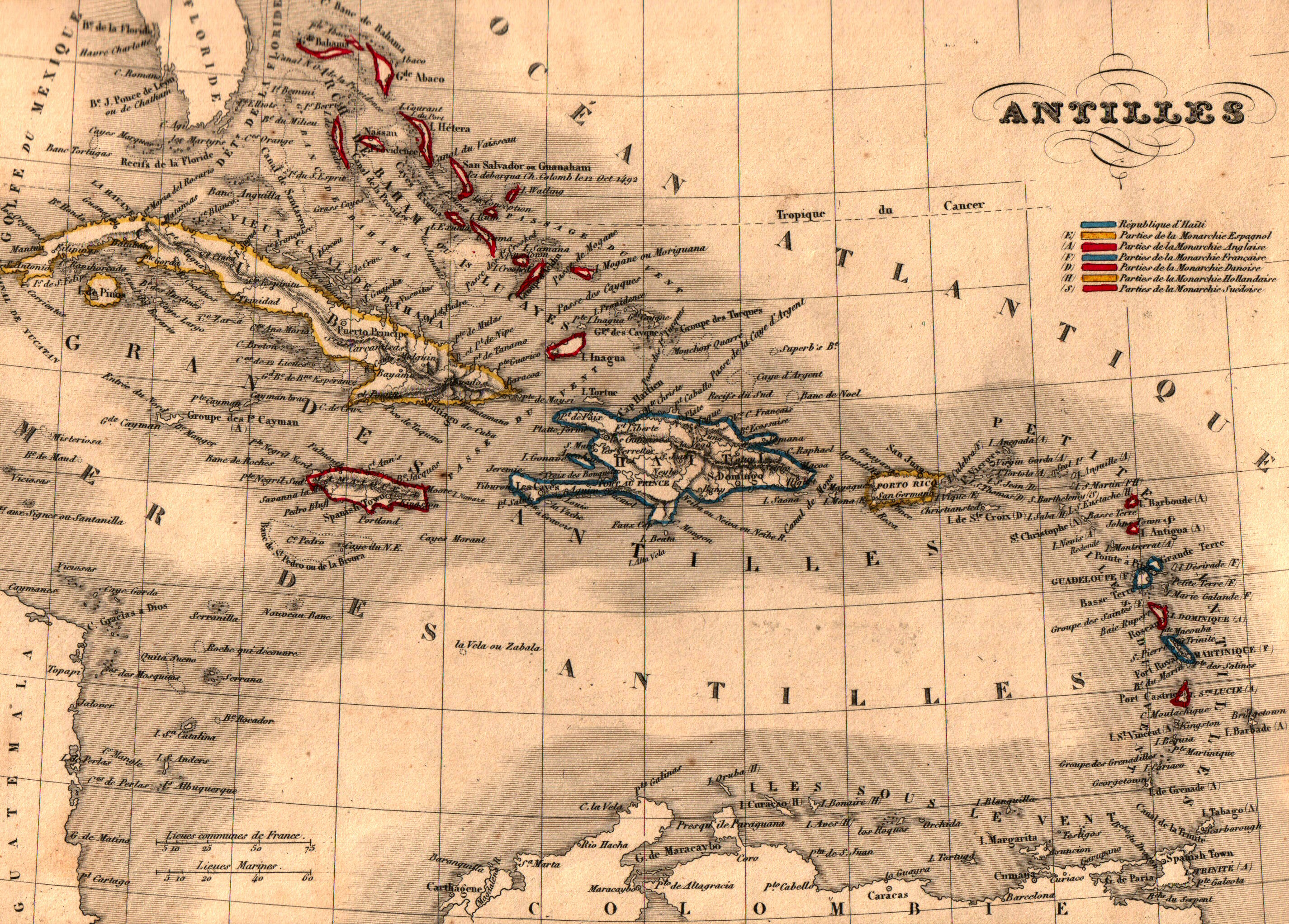
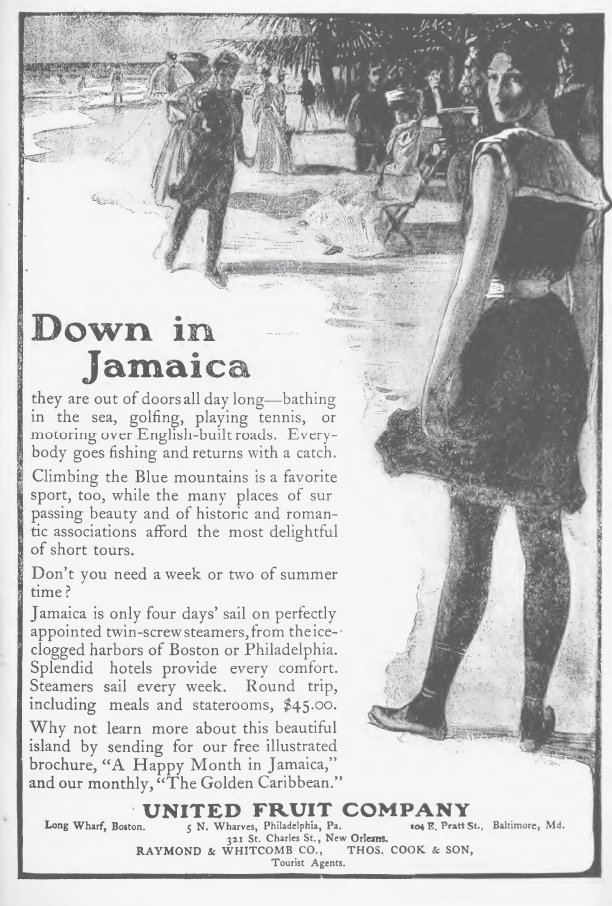
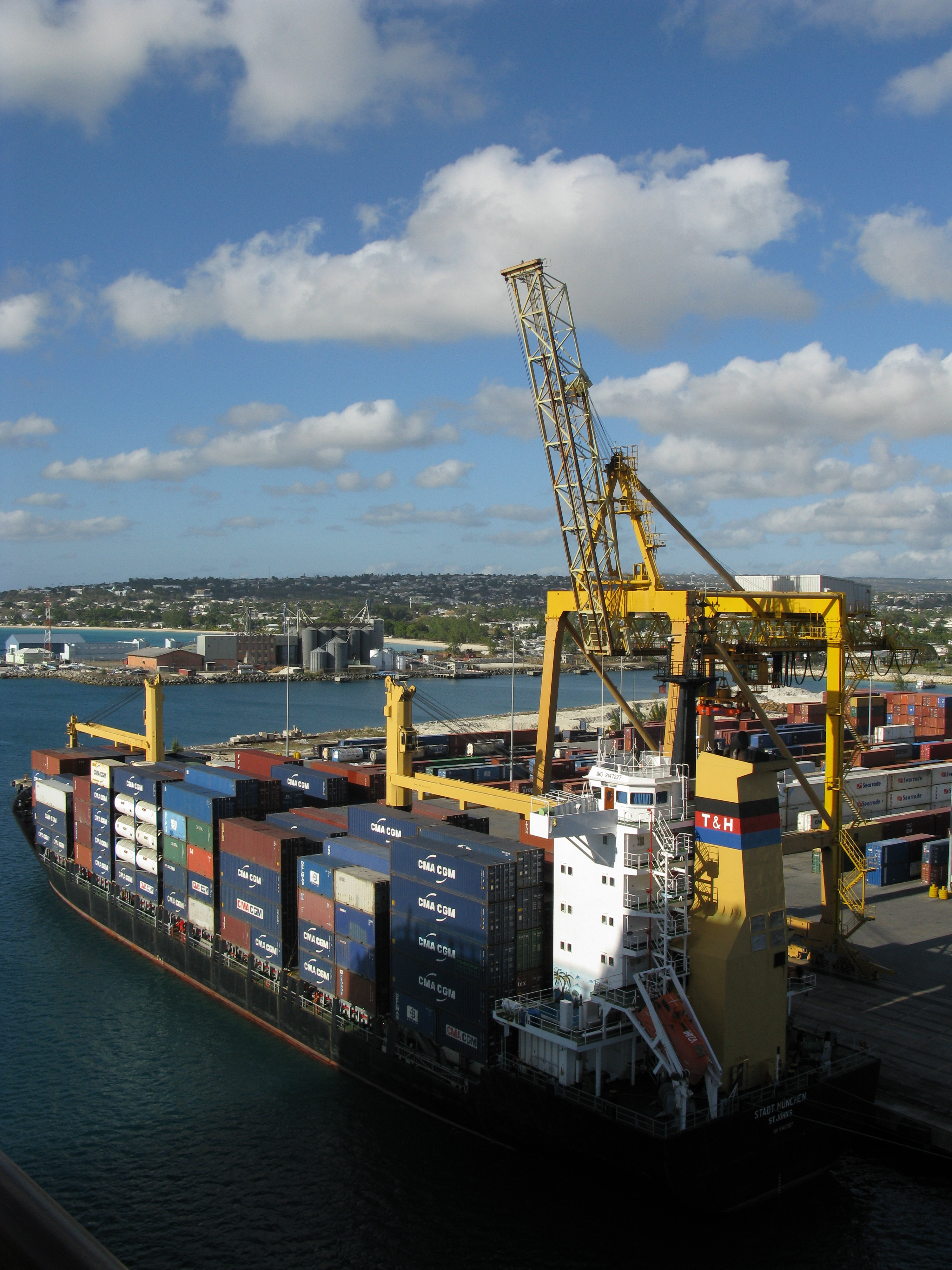